# Matthias Schoch
Matthias Schoch (Winterthur, 23 gennaio 1986) è un attore svizzero.

## Biografia
Matthias Schoch è nato il 23 gennaio 1986 a Winterthur, in Svizzera.
Durante la sua adolescenza, girò lui stesso alcuni cortometraggi, in particolare nell'ambito della sua scuola.
All'età di 18 anni, Schoch notò un annuncio di casting su una bacheca nella palestra che frequentava e si presentò ad alcuni provini tra cui uno tenuto dal regista Christoph Schaub. Successivamente Schaub, rimasto colpito dal giovane, lo contattò per affidargli il ruolo di protagonista nel suo film Jeune homme. Durante le riprese si avvale dei consigli e dell'esperienza del famoso l'attore Hanspeter Müller, che nel film interpretò il ruolo del padre del suo personaggio.
Dal 2007 al 2010 si è formato come attore presso l'Università delle Arti di Zurigo.

## Filmografia

### Cinema
- Jeune homme, regia di Christoph Schaub (2006)
- Alice - Paris, regia di Stefan Muggli - cortometraggio (2009)
- Giulias Verschwinden, regia di Christoph Schaub (2009)
- Reduit, regia di Carmen Stadler - cortometraggio (2010)
- Baumhaus, regia di Simon Gutknecht - cortometraggio (2012)
- Huere müehsam, regia di Anja Habermehl - cortometraggio (2013)
- Die fruchtbaren Jahre sind vorbei, regia di Natascha Beller (2019)
- Mary, regia di Nevin George - cortometraggio (2023)

### Televisione
- Best Friends – serie TV, 9 episodi (2011)
- Ziellos, regia di Niklaus Hilber – film TV (2014)
- Stöffitown, regia di Christoph Schaub – film TV (2015)
- Deville Late Night – serie TV, 1 episodio (2018)